# Thubten Wangchen

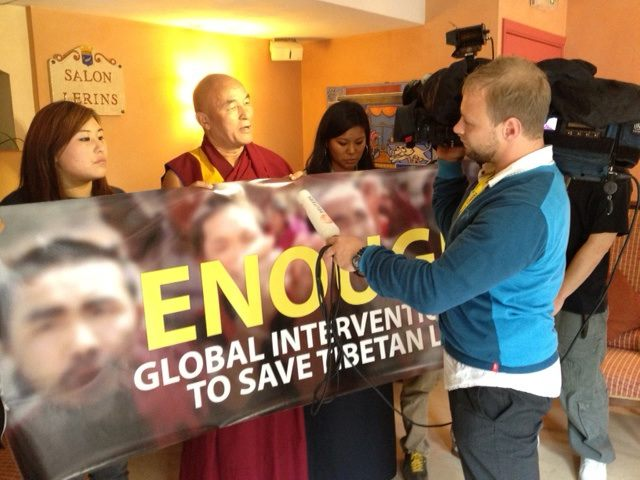
Thubten Wangchen en una protesta en la cumbre del G20 en el 2011.

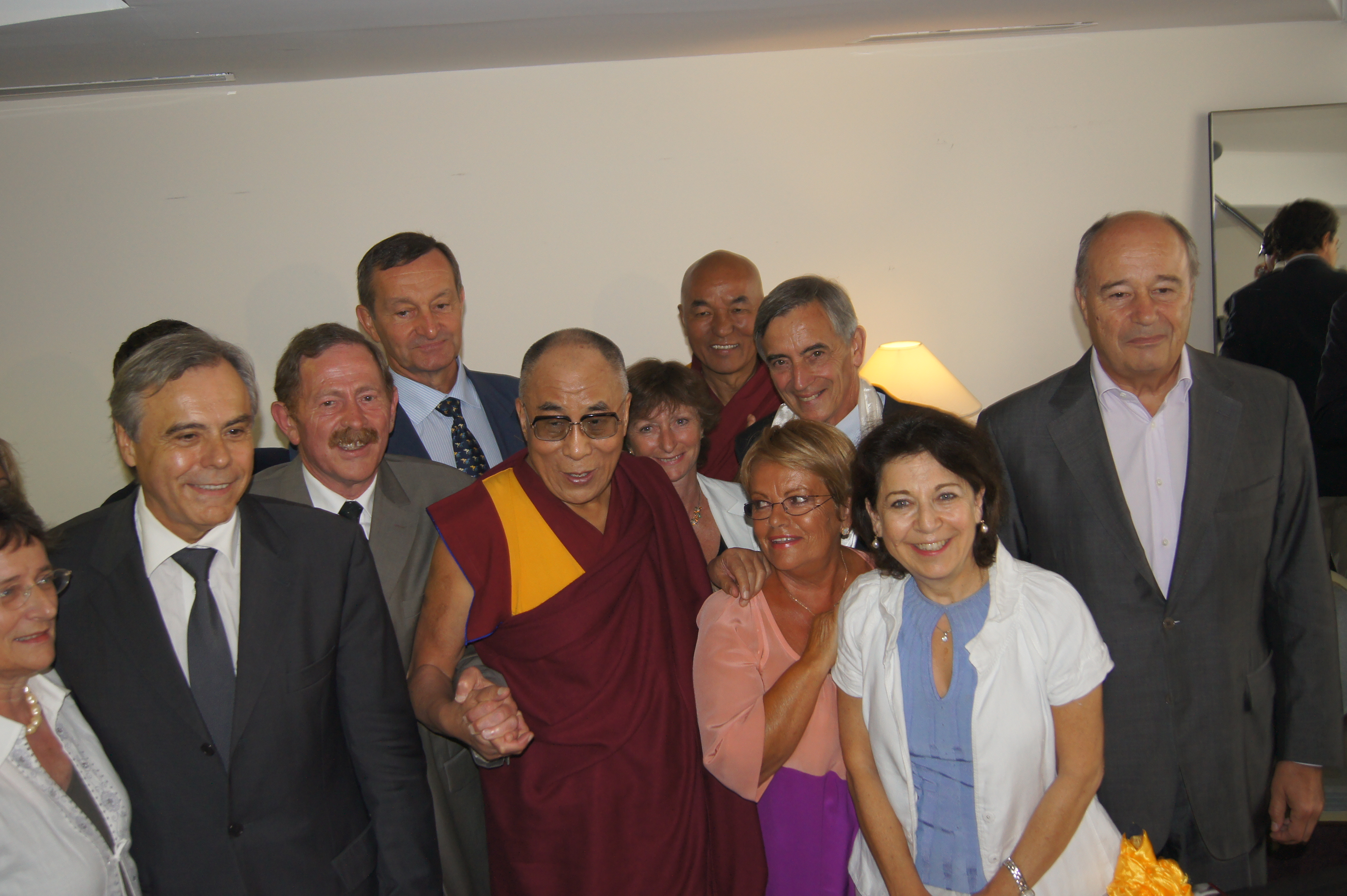
Thubten Wangchen (al fondo, centro), durante la reunión de parlamentarios con el Dalai Lama en Toulouse en 2011

Thubten Wangchen (Tíbet, 1954)es un monje budista, fundador de la Casa del Tíbet en Barcelona, representante del Tíbet en España y miembro del Parlamento Tibetano en el Exilio, donde representa a Europa. 

## Reseña biográfica
Nacido en Kyirong (Tíbet) tuvo que emigrar a Katmandú, atravesando el Himalaya, cuando los chinos invadieron el Tíbet en octubre de 1950. Su madre murió en un campo de trabajo chino cuando él tenía cuatro años. Posteriormente vivió en la India, donde fue mendigo durante muchos años para sobrevivir, hasta que el gobierno indio lo recogió y educó en su cultura de origen, como un exiliado.
A los dieciséis años ingresó por primera vez en un monasterio budista, atraído por la espiritualidad de su religión. Vivió durante once años en el Monasterio Namgyal, con el Dalai Lama, Tenzin Gyatso.
Viajó por primera vez a España en 1981, acompañando al Dalai Lama, organizando diversas conferencias y seminarios sobre la cultura e historia tibetana. Para dar a conocer el budismo tibetano y por indicación y consejo del Dalai Lama fundó la Casa del Tíbet en Barcelona, inaugurada en diciembre de 1994 por el propio Tenzin Gyatso.
El 25 de septiembre de 1998, el Venerable Thubten Wangchen obtuvo la nacionalidad española, convirtiéndose en uno de los primeros ciudadanos españoles de origen tibetano.
En septiembre de 2007 organizó la visita del Dalai Lama a Barcelona, consiguiendo reunir a 10.000 personas en una conferencia en el Palau Sant Jordi.
El 27 de abril de 2011 fue elegido miembro del Parlamento Tibetano en el Exilio, donde es uno de los dos representantes por Europa.